# Спомен гробница на Синђелићевом тргу
Спомен гробница се налази на Синђелићевом тргу у Нишу. Представља непокретно културно добро као споменик културе Србије.

## Опште информације
Спомен гробница палим народним херојима и борцима НОР-а 1941-1944. године, налази се у централном делу парковског простора на Синђелићевом тргу. Подигнута је поводом прославе прве годишњице ослобођења Ниша 14. октобра 1945. године, када су сахрањени посмртни остаци 12 бораца. Споменични део гробнице, плато са стубовима и спомен плочом, подигнут је у част прославе десетогодишњице устанка у Србији 7. јула 1951. године, када су сахрањени остаци још двојице бораца.
Смештена је у парковском простору на Синђелићевом тргу. Конципирана је као архитектонски објекат без декоративно – скулптурних вредности. На бетонској плочи која покрива гробницу постављено је 10 стубића повезаних ланцима. У средишњем делу платоа постављена је петокрака од бетона, а крај ње спомен плоча на косом постољу. На плочи су исписана имена два народна хероја, 8 првобораца и 4 скојеваца, који су погинули у народноослободилачком рату и на овом месту сахрањени 14. октобра 1945. године. Спомен гробница је уређена и свечано откривена 7. јула 1951. године на десетогодишњицу устанка у Србији. Спомен гробница представља најзначајнији споменик Народноослободилачке борбе у Нишу.
Уписана је у регистар Завода за заштиту споменика културе Ниш 1983. године.